# 젊은 설계도
"젊은 설계도"는 1960년 공개된 대한민국의 영화이다.

## 배역
- 최무룡
- 문정숙
- 이빈화
- 문혜란